# Dendrobeania elongata
Dendrobeania elongata är en mossdjursart som först beskrevs av Nordgaard 1903.  Dendrobeania elongata ingår i släktet Dendrobeania och familjen Bugulidae. Inga underarter finns listade i Catalogue of Life.